# 에드워즈긴꼬리자이언트쥐
에드워즈긴꼬리자이언트쥐(Leopoldamys edwardsi)는 쥐과에 속하는 설치류의 일종이다. 중국과 인도, 인도네시아, 라오스, 말레이시아, 버마, 태국, 베트남에서 발견된다.